# Around the World (Daft-Punk-Lied)
Around the World ist ein Lied von Daft Punk aus dem Jahr 1997, das von den Mitgliedern Guy-Manuel de Homem-Christo und Thomas Bangalter geschrieben und komponiert wurde. Es erschien auf dem Album Homework.

## Geschichte
Die Hookline sind die stetige Basslinie und eine roboterartige Stimme, die den Titel Around the World singt. Daft Punk erinnerten sich, dass das Lied wie eine Platte von Chic klingt, mit einer Talkbox aufgenommen wurde und die Basslinie auf dem Synthesizer gespielt wurde. Der Satz Around the World kommt 144 Mal in der Albumversion und 80 Mal im Radio-Edit vor. Es wurde in der Tonart e-Moll und in einem Tempo von 121,3 BPM komponiert.
Bei der Analyse des Liedes bemerkte Michel Gondry die unverwechselbare Struktur: „Mir wurde klar, wie genial und einfach die Musik war. Nur fünf verschiedene Instrumente mit sehr wenigen Mustern. Jedes, um zahlreiche Möglichkeiten von Figuren zu schaffen.“ Immer die Wiederholung nutzen und einfach aufhören, bevor es zu viel wird. Er bemerkte auch die Ähnlichkeit der Basslinie zwischen Around the World und Chics Good Times. Im Jahr 2017 analysierte der Informatiker Collin Morris 15.000 Billboard Hot 100-Hits auf Wiederholungsfähigkeit, basierend auf Komprimierungsalgorithmen. Around the World erwies sich als der repetitivste der analysierten Songs.
In einer retrospektiven Rezension bemerkte Rayna Khaitan von Albumism All seine aktionäre Freude. Sie fügte hinzu: „Das Lied wiederholt sich mit Genuss und wiederholt den Satz Around the World genau 144 Mal in einem beruhigenden Voccoder-Mantra und versammelte das Kollektiv als wir auf die Jahrtausendwende zusteuerten.“ Larry Flick von Billboard schrieb, dass das dynamische Electronica-Outfit Daft Punk mit diesem leckeren Stück Disco/Funk gut positioniert scheint, um auf der Dynamik aufzubauen, die durch seinen jüngsten Durchbruchtitel Da Funk ausgelöst wurde. Er bemerkte, dass die Gruppe eine vorbildliche Arbeit darin leistet, einen Mitsumm-Chor ohne die Hilfe eines Sängers zu kommunizieren und sich stattdessen für einen Strom ätzender Keyboards und billiger Soundeffekte entscheidet. Blender platzieren Around the World auf Platz 172 in ihrer Liste 500 Greatest Songs Since You Were Born. Sie schrieben:

„Dieses Bubblegum-Robo-Disco-Mantra war der Song, den James Murphy von LCD Soundsystem zum Lied Daft Punk Is Playing at My House inspirierte. "Mir gefiel wie lahm Around the World war" erklärte er. "Es war wirklich alles da, was ich hasste und ich konnte nicht widerstehen. Was für ein verdammter Track! Aufgenommen in einem Schlafzimmer und der Freaky-Dance-Videoclip von Michel Gondry machte Around the World Paris wieder hip und hinterließ Housemusik im Retro-Stil."“

Ein Autor von Complex erklärte, dass „seine Einfachheit es zu einem der eingängigsten machte“ und bemerkte auch das unvergessliche Musikvideo, „mit allen möglichen Kreaturen, die auf einer farbenfrohen Bühne herumtollen“. Andy Beevers von Music Week’s RM bewertete Around the World mit fünf von fünf Punkten und wählte es zum Tune of the Week. Er fügte hinzu, dass es „die druckvollsten Boogie-Basslinien, charakteristischen knusprigen Beats, zwitschernde Synthesizer und der mit Voccoder gesungene Titel zusammenbringt, die bis zum Erbrechen wiederholt wird, nur für den Fall, dass Sie vergessen sollten, welche Melodie Sie gerade hören“."
2020 hat Tomorrowland Around the World in ihre offizielle Liste The Ibiza 500 aufgenommen.

## Musikvideo
Der Regisseur des Musikvideos ist Michel Gondry. Im Clip sieht man eine Gruppe von unterschiedlich verkleidete Personen, die auf einer Plattform eine Choreografie darbieten. Vier sind als Roboter verkleidet, die im Kreis herumlaufen, vier große Athleten (nach Gondrys Beschreibung die Trainingsanzüge mit Badekappen tragen und die Treppen rauf wie runter laufen), ebenso agieren auch die vier Frauen, die als Synchronschwimmerinnen verkleidet sind (von Gondry als Disco-Mädchen beschrieben), die vier tanzenden Skelette und die vier Mumien, die im Takt des Beats tanzen.

## Kommerzieller Erfolg

### Chartplatzierungen
| ChartsChartplatzierungen       | Höchstplatzierung | Wochen |
| ------------------------------ | ----------------- | ------ |
| Deutschland (GfK)              | 16 (16 Wo.)       | 16     |
| Frankreich (SNEP)              | 5 (30 Wo.)        | 30     |
| Österreich (Ö3)                | 15 (11 Wo.)       | 11     |
| Schweiz (IFPI)                 | 14 (16 Wo.)       | 16     |
| Vereinigte Staaten (Billboard) | 61 (20 Wo.)       | 20     |
| Vereinigtes Königreich (OCC)   | 5 (8 Wo.)         | 8      |

| ChartsChartplatzierungen | Höchstplatzierung | Wochen |
| ------------------------ | ----------------- | ------ |
| Schweiz (IFPI)           | 47 (6 Wo.)        | 6      |

| ChartsJahrescharts (1997) | Platzierung |
| ------------------------- | ----------- |
| Deutschland (GfK)         | 88          |
| Frankreich (SNEP)         | 40          |

### Auszeichnungen für Musikverkäufe
| Land/Region                  | Auszeichnungen für Musikverkäufe (Land/Region, Auszeichnung, Verkäufe) | Verkäufe |
| ---------------------------- | ---------------------------------------------------------------------- | -------- |
| Australien (ARIA)            | Gold                                                                   | 35.000   |
| Dänemark (IFPI)              | Gold                                                                   | 45.000   |
| Frankreich (SNEP)            | Silber                                                                 | 125.000  |
| Italien (FIMI)               | Gold                                                                   | 25.000   |
| Neuseeland (RMNZ)            | Platin                                                                 | 30.000   |
| Vereinigtes Königreich (BPI) | Platin                                                                 | 600.000  |
| Insgesamt                    | 1× Silber · 3× Gold · 2× Platin ·                                      | 860.000  |

Hauptartikel: Daft Punk/Auszeichnungen für Musikverkäufe

## Coverversionen
- 2007: Wolke (Um die Welt rum)
- 2008: Fotos
- 2008: Uwe Schmidt